# Oswald Külpe
Oswald Külpe (né à Kandava le 3 août 1862 - mort à Munich le 30 décembre 1915) est un psychologue et philosophe allemand formé chez Wilhelm Wundt. Il est le principal animateur d'une école de psychologie, rivale ce celle de Wundt, l'École de Wurtzbourg. Il a étudié les actes mentaux supérieurs par l'emploi systématique de l'introspection, et accompagnée de mesure de temps de réactions, appelé aussi temps de réponses. Il a contribué a une tentative d'exigence de la scientificité de la psychologie.
L'objectif de Külpe est d'étudier la pensée : le jugement et le raisonnement.

## Publications
- Grundriss der Psychologie, Leipzig 1893
- Die Realisierung (3 Bde., 1912–23)
- Einleitung in die Philosophie (1re éd. 1895, / 12e ed. 1928, chez August Messer)[1],[2],[3]
- Immanuel Kant. Darstellung und Würdigung, Leipzig / Berlin: Teubner 5. Auflage 1921